# Dompierre-sur-Helpe

Dompierre-sur-Helpe este o comună în departamentul Nord, Franța. În 1 ianuarie 2022 avea o populație de 837 de locuitori.